# De Gyldne Laurbær
Boghandlernes gyldne Laurbær Danmarks motsvarighet till svenska Augustpriset (på svenska: bokhandlarnas gyllene lagerbär) eller De Gyldne Laurbær är ett danskt litterärt pris som utdelas av Boghandlerklubben efter en omröstning bland Danmarks bokhandlare. Priset utdelas årligen. Ursprungligen bestod priset av en guldnål med inskription, men utgörs i dag av en prissumma på 10 000 danska kronor och en bokgåva värd 2 500 danska kronor. Efter 1954 sker utdelningen under det första kvartalet av året för en bok som utgivits året innan.

## Pristagare
Utdelningsår:

### 1940-talet
- 1949 – Martin A. Hansen

### 1950-talet
- 1950 – H.C. Branner
- 1951 – Jacob Paludan
- 1952 – Karen Blixen
- 1953 – Aage Dons
- 1954 – Tom Kristensen
- 1955 – Tove Ditlevsen
- 1956 – Karl Bjarnhof
- 1957 – Halfdan Rasmussen
- 1958 – Frank Jæger
- 1959 – Willy-August Linnemann

### 1960-talet
- 1960 – Palle Lauring
- 1961 – Marcus Lauesen
- 1962 – Poul Ørum
- 1963 – Jakob Bech Nygaard
- 1964 – Erik Aalbæk Jensen
- 1965 – Thorkild Hansen
- 1966 – Klaus Rifbjerg
- 1967 – Jens Kruuse
- 1968 – Anders Bodelsen
- 1969 – Inger Christensen för Det

### 1970-talet
- 1970 – Leif Panduro
- 1971 – Henrik Stangerup för Løgn over løgn
- 1972 – Christian Kampmann
- 1973 – Anna Ladegaard
- 1974 – Benny Andersen
- 1975 – Bo Bramsen
- 1976 – Dea Trier Mørch
- 1977 – Ebbe Kløvedal Reich
- 1978 – Vita Andersen för Hold kæft og vær smuk
- 1979 – Johannes Møllehave

### 1980-talet
- 1980 – Tage Skou-Hansen
- 1981 – Suzanne Brøgger för Tone
- 1982 – Kirsten Thorup
- 1983 – Dorrit Willumsen
- 1984 – Cecil Bødker för Marias Barn. Drengen och Marias Barn. Manden
- 1985 – Helle Stangerup för Christine
- 1986 – Paul Hammerich för Lysmageren
- 1987 – Martha Christensen för Dansen med Regitze
- 1988 – Bjarne Reuter
- 1989 – Ib Michael för Kilroy, Kilroy

### 1990-talet
- 1990 – Peter Seeberg för Om fjorten dage
- 1991 – Leif Davidsen för Den sidste spion
- 1992 – Lise Nørgaard för Kun en pige
- 1993 – Peter Høeg för De måske egnede
- 1994 – Jørn Riel
- 1995 – Henrik Nordbrandt för Ormene ved himlens port
- 1996 – Carsten Jensen för Jeg har set verden begynde
- 1997 – Jane Aamund för Colorado drømme (Svenska: Coloradodrömmar)
- 1998 – Jens Christian Grøndahl för Lucca
- 1999 – Svend Åge Madsen för Genspejlet

### 2000-talet
- 2000 – Anne Marie Løn för Kærlighedens rum
- 2001 – Hans Edvard Nørregård-Nielsen för Riber Ret
- 2002 – Jakob Ejersbo för Nordkraft
- 2003 – Jette A. Kaarsbøl för Den lukkede bog
- 2004 – Christian Jungersen för Undtagelsen
- 2005 – Morten Ramsland för Hundehoved
- 2006 – Knud Romer för Den som blinker er bange for døden
- 2007 – Jens Smærup Sørensen för Mærkedage
- 2008 – Hanne-Vibeke Holst för Dronningeofret
- 2009 – Ida Jessen för Børnene

### 2010-talet
- 2010 – Jussi Adler-Olsen för Journal 64
- 2011 – Helle Helle för Dette burde skrives i nutid
- 2012 – Kim Leine för Profeterna vid Evighetsfjorden (Profeterne i Evighedsfjorden)[1]
- 2013 – Anne-Cathrine Riebnitzsky för Forbandede yngel
- 2014 – Sara Blædel för Kvinden de meldte savnet
- 2015 – Jesper Stein för Aisha
- 2016 – Merete Pryds Helle för Folkets skønhed
- 2017 – Jesper Wung-Sung för En anden gren
- 2018 – Leonora Christina Skov för Den, der lever stille
- 2019 – Sara Omar för Skyggedanseren

### 2020-talet
- 2020 – Stine Pilgaard för Meter i sekundet
- 2021 – Thomas Korsgaard för Man skulle nok have været der
- 2022 – Maren Uthaug för 11%
- 2023 – Kim Blæsbjerg för De bedste familier